# Empis umbrina
Empis umbrina är en tvåvingeart som beskrevs av Christian Rudolph Wilhelm Wiedemann 1822. Empis umbrina ingår i släktet Empis och familjen dansflugor.
Artens utbredningsområde är Portugal. Inga underarter finns listade i Catalogue of Life.